# Wenceslau Braz (kommun i Brasilien, Minas Gerais)
Wenceslau Braz är en kommun i Brasilien.   Den ligger i delstaten Minas Gerais, i den sydöstra delen av landet, 800 km söder om huvudstaden Brasília. Antalet invånare är 2 553.
Omgivningarna runt Wenceslau Braz är huvudsakligen savann. Runt Wenceslau Braz är det ganska glesbefolkat, med 23 invånare per kvadratkilometer.